# Сакта
Са́кта (латыш. sakta, эст. sõlg) — разновидность фибулы, элемент латышского национального костюма. Схожие украшения встречаются у эстонцев и скандинавов.

## История и описание
Латышское слово sakta связано с глаголом segt, «прикрывать», и восходит к индоевропейскому корню *seg — «прикреплять», «касаться».
Многократно упоминается в латышском фольклоре. В дайнах говорится, в частности, что сакту выковал дочери Солнца небесный кузнец.
На территории, населенной балтскими племенами, в VIII и IX веке были распространены посеребренные мужские «совиные сакты». На территории Латвии найдено около тридцати фибул этого типа, в том числе двадцать в Латгалии.
Начиная с раннего Средневековья имели хождение подковообразные сакты (латыш. pakavsakta), схожие с образцами из других регионов Европы и окончательно вытесненные круглыми сактами (латыш. riņķasakta) лишь в XVII веке. Из круглых сакт возникли «пузырчатые» сакты (латыш. burbuļsakta) с характерным кольцом выпуклостей и геометрическим (обычно зигзагообразным) или растительным орнаментом, часто серебряные с позолотой.
Впоследствии сакты стали элементом прежде всего женского национального костюма. Меньшими по размеру, обычно бронзовыми (встречаются также янтарные образцы), застегивали сорочки, более крупными и богато украшенными — шерстяную накидку.
Модели сакт различались по назначению и внешнему виду. В частности, в Курземе бытовали «кучевые» круглые сакты (латыш. čupu sakta), которые носили вертикальным рядом по несколько штук, скрепляя лентой, «лиственные» сакты (латыш. lapainā sakta) с коваными лепестками и стеклянными вставками, «помолвочные» сакты (латыш. derību sakta) с мотивом соединенных рук, которые жених дарил невесте во время помолвки. В тех же целях использовали сакты в форме сердец.
В XIX веке после «Первого пробуждения» сакта, яркий элемент латышского костюма, начала становиться одним из национальных символов. В настоящее время широко используется в фольклорных ансамблях и как женское украшение.

## В культуре
Название Sakta получил первый ансамбль латышского танца и песни, организованный в 1947 году при Латвийской государственной филармонии С. М. Красноперовым.
В 1950 году по мотивам драмы Райниса «Играл я, плясал» А. П. Скулте был написан балет «Сакта свободы» (латыш. Brīvības sakta), отмеченный Сталинской премией второй степени.
В 1959 году Рижский радиозавод имени А. С. Попова разработал радиолу «Сакта» с оформленной в виде сакты окантовкой индикатора настройки.
Банк Латвии выпустил в 2007 году выпустил в обращение монету достоинством в 1 лат с изображением совиной сакты, а также три коллекционные золотые монеты с разными видами сакт достоинством 5 евро (2016 год), 20 евро (2017 год) и 75 евро (2018 год).
В 2006 году Почта Латвии выпустила марку с изображением сакты из Крустпилса.

## Галерея
- «Совиная сакта» на монете 1 лат, 2007 год
- Сакта на левом плече. Латвия, 1958 год
- Сакта на правой стороне груди. Стокгольм, 2011 год
- Сакта-значок «Дни Латвийской ССР в Москве», 1967 год